# Садако Сасаки
Садако Сасаки (транслит. ; Хирошима, 7. јануар 1943 — Хирошима, 25. октобар 1955) је била јапанска девојчица из Хирошиме које је постала симбол страдања Јапана од атомске бомбе.
Рођена је у Хирошими, а када је на њен град бачена атомска бомба имала је само две године. Њена кућа била је удаљена једну миљу од средишта експлозије. Први знаци зрачења почели су се појављивати у новембру 1954. године. Имала је прехладу, но касније су се почеле појављивати кврге на њеном врату које су се померале према лицу. На ногама су јој се створиле љубичасте мрље, а кад је хоспитализирана 21. фебруара 1955. дијагноза је била: леукемија.
Лекар јој је рекао да у најбољем случају има још годину дана живота. Видевши 1 000 ждралова направљених у оригамију као поклон за оздрављење послатих од људи из Нагоје, добила је инспирацију. Наиме, према јапанском веровању, онај ко направи 1 000 ждралова, њему ће се испунити жеља. Због недостатка папира, морала се сналазити. Неки извори говоре да је направила 1 300 ждралова. Друге верзије говоре да било само њих 644. Пријатељи су допунили број до 1 000 и покопали је с њима.
Садако је умрла у 12. години, пре тога рекавши "Добро је" након што је појела само 2 кашике пиринча. Прича о Садако прича се у јапанским школама на годишњицу страдања Хирошиме.
Садако је уједно у главни лик романа Садако хоће живети, аустријског књижевника Карла Брукнера.